# Rue Rousselle
La rue Rousselle est une voie de la commune de Puteaux, dans le département des Hauts-de-Seine, en France.

## Situation et accès

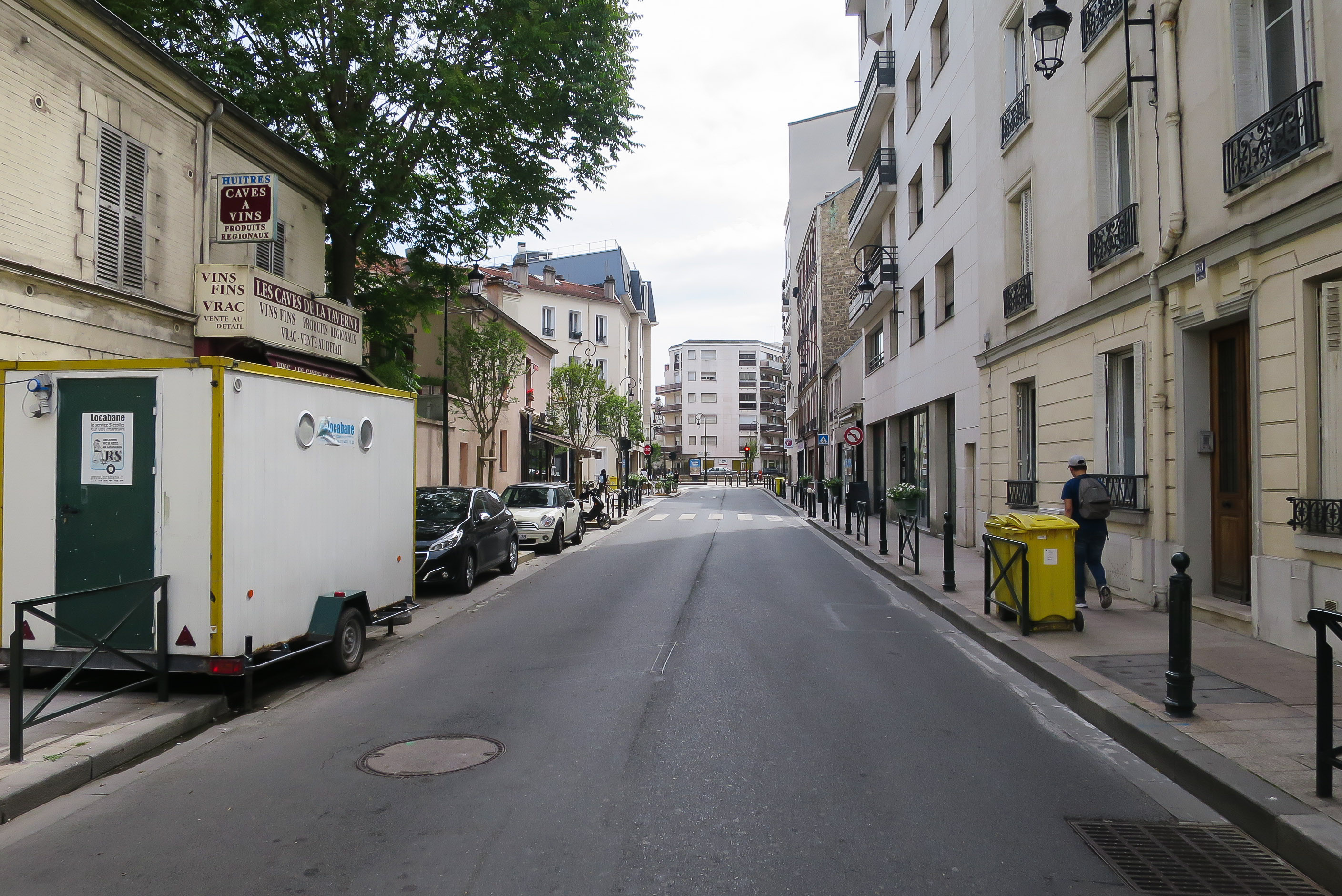
Vue de la voie.

Orientée du nord au sud, elle rencontre notamment la rue Marius-Jacotot puis croise la rue Jean-Jaurès.

## Origine du nom
Par un arrêté du 15 janvier 1877, cette rue a été nommée en hommage à un bienfaiteur de la commune. Certaines sources mentionnent toutefois le nom d'Ernest Rousselle, président du Conseil général de la Seine en 1885.

## Historique

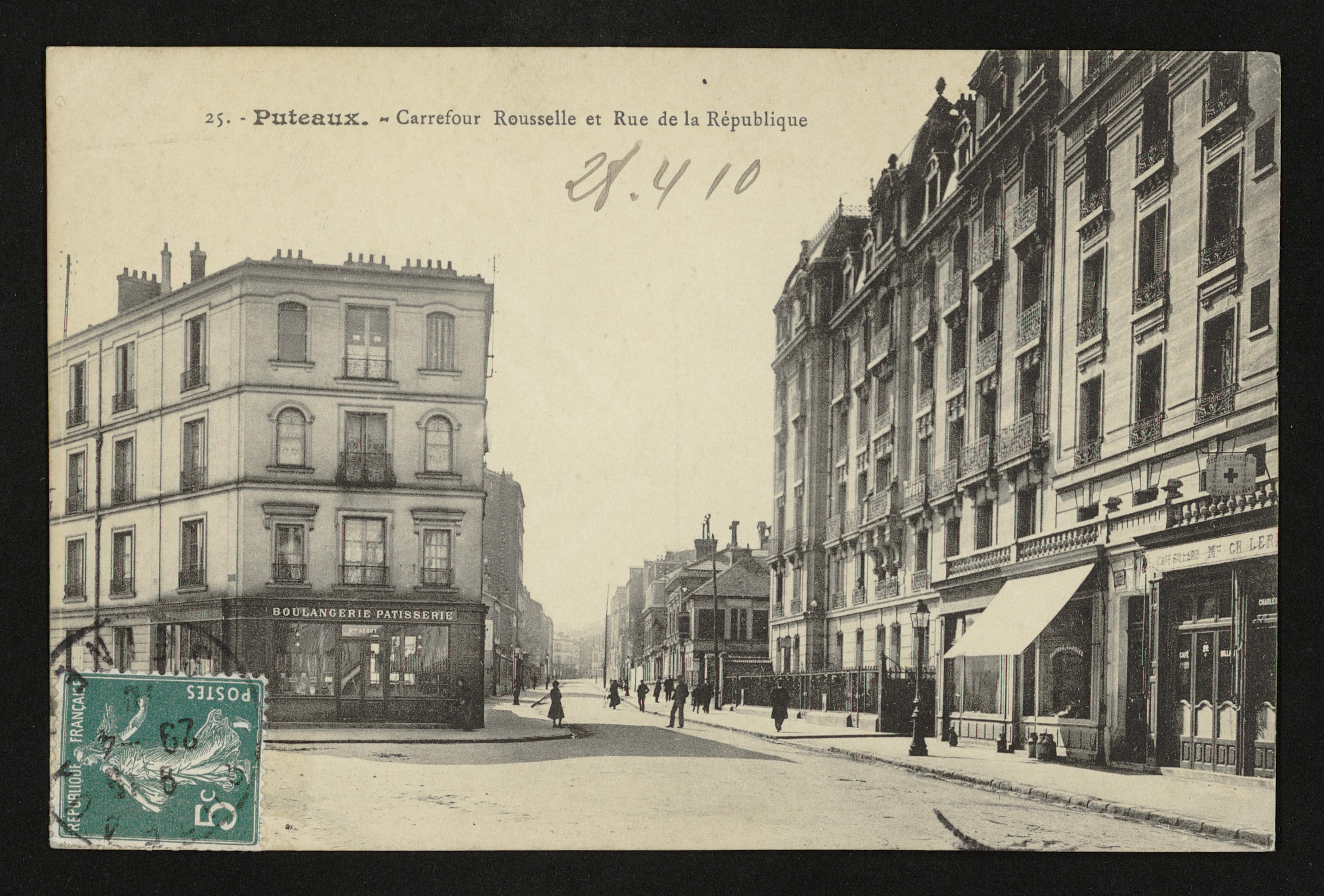
Carrefour de la rue Rousselle et de la rue de la République.

Elle porta le nom de chemin de l'Orme, en raison d'un orme planté à l'intersection de la rue Rousselle et de la rue de la République, et qui figure sur la carte des Chasses du Roi.

## Bâtiments remarquables et lieux de mémoire
- Il s'y trouve une des plus anciennes fontaines de la ville, datant de 1876[3].